# Lichterfelde (Berlin)
Lichterfelde, Berlin-Lichterfelde – dzielnica (Ortsteil) Berlina w okręgu administracyjnym Steglitz-Zehlendorf. Od 1 października 1920 w granicach miasta.
W dzielnicy znajdują się stacje kolejowe Berlin-Lichterfelde Ost oraz Berlin-Lichterfelde West.
Lichterfelde było pierwszym miastem świata, w którym otwarto linię tramwaju elektrycznego (1881).

## Interesujące miejsca
W Lichterfelde znajduje się wiele zabytków o znaczeniu ponadregionalnym. Obejmują one w dużej mierze nienaruszone miasto-ogród z licznymi zabytkami architektury i dowodami kultury przemysłowej Ort: kanał Teltow, Fliegeberg Lilienthala, pierwszy na świecie przystanek tramwajowy na stacji Lichterfelde Ost, historyczne gazowe oświetlenie uliczne, najstarsze na świecie słupy reklamowe. Ogród botaniczny jest jednym z największych w Europie.

## Urodzeni w Lichterfelde
- Eduard Spranger (1882-1963), pedagog i wykładowca uniwersytecki
- Rolf Johannesson (1900-1989), kontradmirał niemieckiej marynarki wojennej
- Julius Posener (1904-1996), historyk architektury
- Nils Seethaler (* 1981), antropolog kultury